# 풍도 (안산시)
풍도(楓島)는 대한민국 경기도 안산시 단원구 풍도동에 속한 섬으로, 면적은 1.843 km2이고 인구는 2011년 말을 기준으로 95가구, 169명이다.

## 개요
조선시대에는 단풍이 아름답다고 하여 풍도(楓島)로 불리었으나, 해산물이 풍족한 섬이라는 뜻으로 풍도(豊島)로 바뀌었다. 그러나 일제의 잔재라 하여 2021년3월29일 원래 표기 楓島로 바꾸었다.
행정 구역이 경기도 안산시에 속하지만 지리적으로는 안산시보다 충청남도 당진시에 더 가깝고, 주민들의 생활권은 대체로 인천광역시에 속한다. 인천광역시 연안부두에서 1일 1회 정기적으로 여객선이 운항되며, 출항시간은 09시 30분이다.